# Obârtu
Obârtu – wieś w Rumunii, w okręgu Teleorman, w gminie Tătărăștii de Jos. W 2011 roku liczyła 37 mieszkańców.